# Équipe de Serbie de Coupe Davis
L'équipe de Serbie de Coupe Davis est la sélection des meilleurs joueurs serbes de tennis. Elle est placée sous l'égide de la Fédération serbe de tennis.
Elle a pour capitaine Viktor Troicki.

## Historique
L'équipe serbe est l'héritière de l'équipe de Yougoslavie. Elle a participé pour la première fois à la Coupe Davis en 1927 sous le nom de Royaume des Serbes, Croates et Slovènes, puis de 1929 à 2003 sous le nom de Yougoslavie, de 2004 jusqu'en 2006 sous la dénomination de Serbie-et-Monténégro, et  enfin à partir de 2007 sous le nom de Serbie.
Sous l'ère yougoslave, l'équipe arrive en demi-finale en 1988, 1989 et 1991.
En 2010, la Serbie élimine successivement les États-Unis, la Croatie et la Tchéquie pour atteindre sa première finale, où elle s'impose 3 à 2 à Belgrade face à la France, notamment grâce à Novak Djokovic, vainqueur de ses deux matchs en simple, et Viktor Troicki, victorieux du dernier match décisif. L'équipe serbe était pourtant mal partie après la défaite de Janko Tipsarević dans le premier simple puis de la paire Nenad Zimonjić-Viktor Troicki dans le double.

## Joueurs de l'équipe
| Nom                | Début | Matchs joués | Total Victoires-Défaites | Simple V-D | Double V-D | Rencontres jouées | Années actives |
| ------------------ | ----- | ------------ | ------------------------ | ---------- | ---------- | ----------------- | -------------- |
| Ilija Bozoljac     | 2003  | 15           | 7-8                      | 3-2        | 4-6        | 13                | 8              |
| Nikola Ćirić       | 2004  | 1            | 1-0                      | 0-0        | 1-0        | 1                 | 1              |
| Novak Djokovic     | 2004  | 60           | 44-16                    | 40-8       | 4-8        | 36                | 15             |
| Nebojša Đorđević   | 1995  | 16           | 7-9                      | 2-5        | 5-4        | 10                | 5              |
| Relja Dulić Fišer  | 2000  | 6            | 5-1                      | 1-1        | 4-0        | 5                 | 2              |
| Nikola Gnjatović   | 1999  | 3            | 0-3                      | 0-2        | 0-1        | 1                 | 1              |
| Filip Krajinović   | 2014  | 8            | 4-4                      | 4-2        | 0-2        | 5                 | 3              |
| Pedja Krstin       | 2018  | 2            | 2-0                      | 2-0        | 0-0        | 2                 | 1              |
| Dušan Lajović      | 2012  | 12           | 7-5                      | 7-5        | 0-0        | 8                 | 6              |
| Darko Madjarovski  | 2002  | 1            | 0-1                      | 0-0        | 0-1        | 1                 | 1              |
| Goran Mihajlović   | 1995  | 1            | 1-0                      | 1-0        | 0-0        | 1                 | 1              |
| Srđan Muškatirović | 1996  | 1            | 1-0                      | 1-0        | 0-0        | 1                 | 1              |
| Vladimir Obradović | 2002  | 1            | 0-1                      | 0-1        | 0-0        | 1                 | 1              |
| Boris Pašanski     | 2003  | 9            | 6-3                      | 6-3        | 0-0        | 6                 | 4              |
| Vladimir Pavićević | 1997  | 5            | 3-2                      | 2-2        | 1-0        | 3                 | 2              |
| Dejan Petrović     | 2003  | 3            | 2-1                      | 0-0        | 2-1        | 3                 | 2              |
| Janko Tipsarević   | 2000  | 59           | 41-18                    | 34-15      | 7-3        | 35                | 15             |
| Viktor Troicki     | 2008  | 36           | 23-13                    | 17-11      | 6-2        | 20                | 9              |
| Dušan Vemić        | 1996  | 29           | 20-9                     | 11-4       | 9-5        | 18                | 10             |
| Bojan Vujić        | 1995  | 10           | 7-3                      | 7-3        | 0-0        | 7                 | 3              |
| Nenad Zimonjić     | 1995  | 74           | 43-31                    | 13-12      | 30-19      | 55                | 22             |

## Capitaines
- Bogdan Obradović (2007 - 2016) : 1 victoire, 1 finale perdue
- Nenad Zimonjić (2017 - 2020)[2]
- Viktor Troicki (2021 - aujourd'hui)[3]